# Anomala aequalis
Anomala aequalis är en skalbaggsart som beskrevs av Carsten Zorn 2007. Anomala aequalis ingår i släktet Anomala och familjen Rutelidae. Inga underarter finns listade i Catalogue of Life.